# Parc national du Main Range
Le parc national du Main Range  (en anglais : Main Range National Park) est un parc national australien situé au Queensland, 85 km au sud-ouest de Brisbane. Créé en 1909, il fait partie du site du patrimoine mondial des forêts humides Gondwana de l’Australie et abrite la partie ouest d'une chaine semicirculaire de montagnes connues sous le nom de Scenic Rim.
Il s'étend depuis le Mont Mistake jusqu'au pic Wilsonk à la frontière de la Nouvelle-Galles du Sud et contient le Mont Superbus, le point culminant du sud-est du Queensland.
Le parc abrite aussi le mont Cordeaux, le mont Mitchell, le Spicers Peak, le mont Huntley, le mont Asplenium, le mont Steamer, le Lizard Point, le mont Roberts et les chutes Queen Mary.
Le parc est équipé en sentiers de randonnées et d'aires de camping et de pique-nique.